# Diana Jorgova
Diana Hristova Jorgova-Prodanova (bolgarsko Диана Христова Йоргова-Проданова), bolgarska atletinja, * 9. julij 1942, Loveč, Bolgarija.
Nastopila je na poletnih olimpijskih igrah v letih 1964 in 1972, ko je osvojila srebrno medaljo v skoku v daljino. Na evropskih prvenstvih je prav tako osvojila srebrno medaljo leta 1966, na evropskih dvoranskih prvenstvih pa naslov prvakinje leta 1973.